# 貝爾登 (內布拉斯加州)
貝爾登（英語：Belden）是位於美國內布拉斯加州錫達縣的村。

## 人口
根據2020年美國人口普查的數據，貝爾登的面積為0.39平方千米，皆為陸地。當地共有人口112人，而人口密度為每平方千米287人。